# Anomocora irregularis
Anomocora irregularis is een rifkoralensoort uit de familie van de Caryophylliidae. De wetenschappelijke naam van de soort is voor het eerst geldig gepubliceerd in 1995 door Cairns.